# دنيا (مغنية)
دنيا التازي (ولدت في 31 مارس 1997)، والمعروفة باسم دنيا، مغنية وكاتبة أغاني وعارضة أزياء وناشطة مغربية أمريكية.

## بدايتها
ولدت دنيا التازي في 31 مارس 1997 في كوينز أو نيويورك أو المغرب. تم إرسالها إلى المغرب وهي طفلة بينما بقيت والدتها في كوينز للعمل. عادت إلى كوينز في سن الثامنة وتعلمت اللغة الإنجليزية من خلال قراءة الكتب من المكتبة المحلية. على الرغم من نشأتها وهي تعزف على الجيتار، إلا أنها لم تتعرض للموسيقى في شبابها بسبب نشأتها في «منزل إسلامي صارم»، مما ألهمها للبحث عن الموسيقى التي كانت تستمتع بها خلال فترة دراستها الثانوية. قادها هذا الاستكشاف للموسيقى إلى البدء في كتابة وتسجيل الموسيقى الخاصة بها، مما أدى إلى إصدار مقطع صوتي عن شاب واعدته، ونشرته على ساوند كلاود. بدأت دنيا بالتوفير في المدرسة الثانوية وبدأت حسابًا على إنستغرام لتصميم أزياءها. بعد أن تركت المدرسة الثانوية، عملت لفترة قصيرة في متجر أمريكان آباريل.

## حياتها المهنية

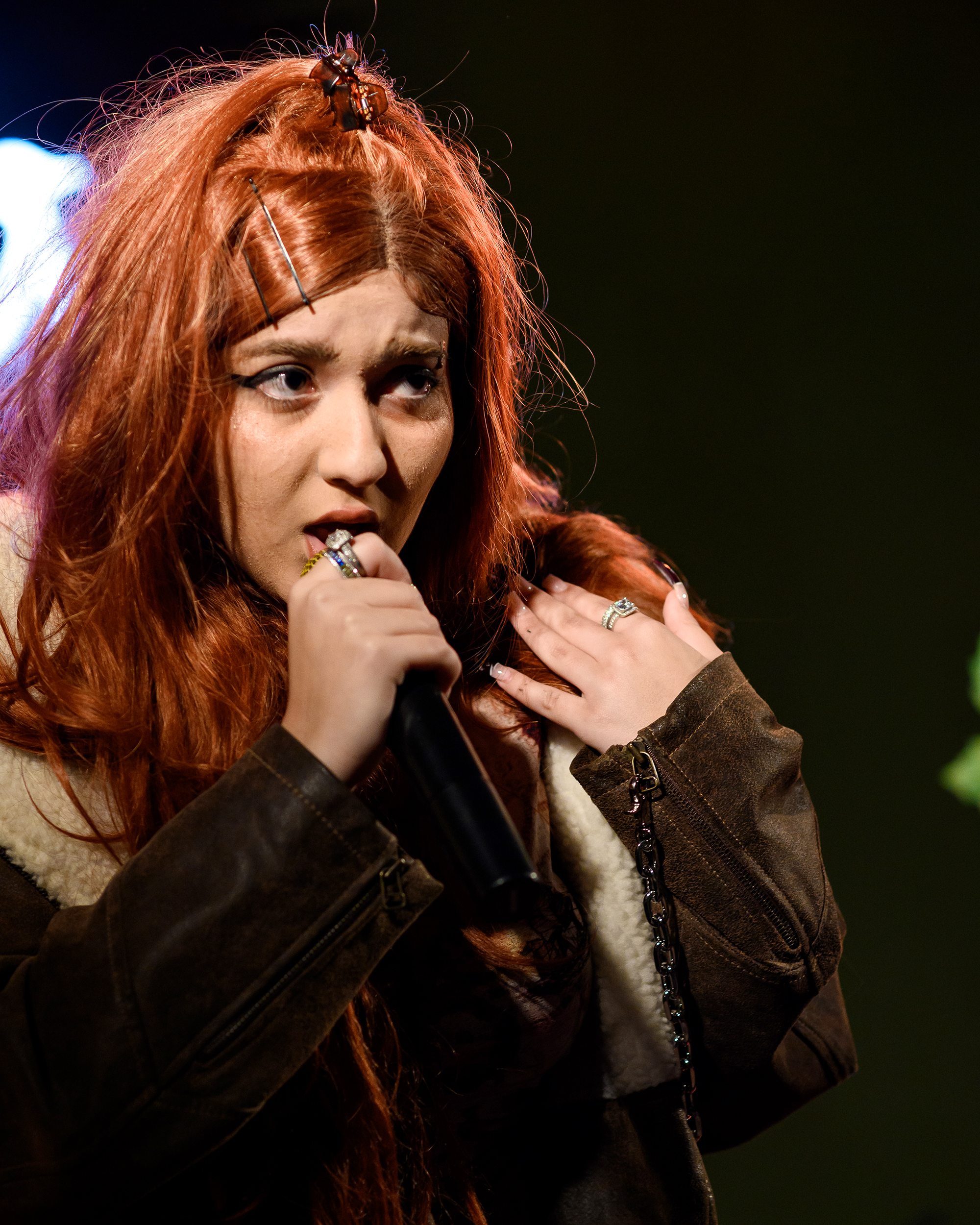
دنيا، في لايف نيشن في بيفرلي هيلز، لوس أنجلوس، كاليفورنيا، 2019

بدأت دنيا في عرض الأزياء عندما تلقت عرضًا لتكون جزءًا من حملة فوريفر 21. لقد اكتسبت إشعارًا أوسع بعد عرض نماذج لعلامات تجارية أخرى مثل سيفورا و ريفنيري29، وأنشأت حسابا على إنستجرام تابعها عليه أكثر من 200,000 متابع لتركيزها الفريد على إيجابية الجسم. استخدمت لاحقًا عروضها في عرض الأزياء لتمويل مسيرتها المهنية في مجال الموسيقى، واستفادت من اتصالاتها عبر الإنترنت للعثور على مدير والبدء في إنتاج الموسيقى. خلال فترة عملها كعارضة أزياء، كانت تخطط دائمًا للانتقال إلى الموسيقى. تم إصدار أول أغنية تجارية لها بعنوان "إيست كوست هايدنج" بشكل مستقل في يناير 2017، تلتها أغنية "شاين" التي تم إصدارها في مارس من خلال مقال خاص على مجلة ذا فادير. صدر أول ظهور لها بالشراكة مع إمباير للتوزيع في 20 أكتوبر 2017. سلطت مجلة تايم الضوء على "العلامة التجارية الحالمة لدنيا ووصفت شعرها ب"الصادق"  تم إصدار فيديو موسيقي رسمي لأغنية "سو كول"، التي أخرجتها باربي فيريرا في أول إخراج لها في مارس 2018. وفي يوليو 2018، حققت دنيا التميز كمغنية بسبب مقطعين، "دبليو إف001" و "بدون عنوان"، من الألبوم الأول لفرقة كوينز راب في العالم نيو لوز.